# Panier caraïbe
Pour les articles homonymes, voir Caraïbes (homonymie).
Un panier caraïbe est un type de panier réalisé à la façon des Caraïbes.
Il est réalisé en roseau ou en latanier tressé.
Il est resté d'usage fréquent en Martinique et en Guadeloupe jusqu'après la Seconde Guerre mondiale.